# Anita Dobson
Anita Dobson (Londres, 29 de abril de 1949) é uma atriz, apresentadora e cantora britânica, conhecida por ter atuado em séries da BBC. É casada com Brian May, guitarrista do Queen, desde 2000.
A estreia de Dobson no teatro ocorreu na Webber Douglas Academy of Dramatic Art, em Londres.
Dobson participou de séries no início de 1980, incluindo a comédia de Jim Davidson Up the Elephant and Round the Castle (1983), mas é mais conhecida por interpretar a personagem Angie Watts de EastEnders, papel que desempenhou desde o início da série, em 1985, até 1988.
Em 1986 iniciou uma carreira como cantora, produzida pelo músico Brian May, que posteriormente tornaria-se seu namorado e marido. Anita o influenciou na composição de algumas músicas do Queen, como "I Want It All".